# Juniperus drupacea
Juniperus drupacea (яловець сирійський) — вид хвойних рослин родини кипарисових.

## Поширення, екологія
Поширений у Середземномор'ї, де зустрічається в Сирії, Лівані, Ізраїлі, Південній Туреччині та двох місцях в Греції. Росте в змішаних гірських хвойних лісах з Abies cilicica, Abies cephalonica, Pinus brutia, Pinus nigra, Cedrus libani, Juniperus excelsa, Juniperus foetidissima, Juniperus oxycedrus, Quercus coccifera, Quercus ilex й іноді з Fagus orientalis. Росте на дрібних, кам'янистих ґрунтах, як правило, на вапняних або гранітних скелях. Має діапазон висот 600–1800 м і зростає в невеликих групах або поодиноко змішаний з іншими видами хвойних.

## Морфологія
Дерево 10–20 (до 40) м. Крона конічна. Кора досить товста, коричнево-сіра, поздовжньо волокниста. Гілки розлогі або висхідні. Листки голчасті, ростуть по 3, жорсткі, завдовжки 15–25 мм, шириною 2,5–3,5(4) мм, є 2 білі жилові смуги; нижня поверхня зелена, іноді сірувато-зелена. Дводомна рослина. Плоди від кулястих до яйцюватих, найбільші в роду, 15–25 мм в діаметрі, дозрівають на другий рік, їстівні, спочатку зеленувато з восковим нальотом і при дозріванні стають від синьо-фіолетового до коричневого кольору. Насінин 3 у плоді, сплавлені разом у міцний горішок, довжиною 10–12 мм.

## Використання
Має обмежене використання на цінну деревину. Шишки, які мають високий рівень цукру використовують в Туреччині для мармеладу або сухофруктів.

## Загрози та охорона
Субпопуляції постраждали від пожеж, перевипасу і перетворення в пасовища, що призвело до втрати середовища проживання в Ізраїлі і Лівані, субпопуляції в Туреччині та Сирії охоплюють відносно велику площу і стабільні. Популяції в Греції так само стабільні не зважаючи навіть на великі пожежі 2007, які розорили більшу частину Пелопоннесу. Цей вид зустрічається в ПОТ.